# José Nascimento
José Augusto Moreira do Nascimento (Lisboa, 19 de Setembro de 1947) é um cineasta português, que inicia a sua actividade na prática de documentários culturais e do cinema militante português, usando as técnicas do cinema directo.

## Biografia
Inicia-se como realizador com filmes para a televisão (RTP), assinando em 1973 e 1974 os programas Ensaio e Impacto, produzidos por João Martins.
Sócio fundador da Cooperativa de Cinema Experimental Cinequipa após a Revolução de 25 de Abril de 1974, com Fernando Matos Silva e João Matos Silva, é responsável por alguns programas da televisão, como Nome: Mulher e Ver e Pensar. Dedica-se  à realização de documentários: Caminhos da Liberdade (1974), Aquilino e Mestre Zé (1975). Pela razão que têm (1976), Terra de Pão, Terra de Luta (1977) e Julho no Baixo Alentejo (1978), filmes do cinema militante português, sobre as alterações sociais provocadas pela revolução, particularmente nos meios rurais.
Exibido na RTP (Rádio Televisão Portuguesa), realiza com Augusto M. Seabra o documentário sobre a figura de Manoel de Oliveira, para a série Ecran,  em homenagem aos cinquenta anos de actividade cinematográfica de Oliveira, integrando excertos das suas obras.
Durante alguns anos rege a cadeira de montagem de filmes na Escola Superior de Teatro e Cinema de Lisboa.
Realiza a sua primeira longa-metragem em 1986. O filme, o Repórter X, tem como personagem principal Reinaldo Ferreira (pai), famoso jornalista dos anos 20/30.
Realiza outros trabalhos para televisão, dos quais se salientam os magazines de cinema "Ecran"  e de artes plásticas TV Artes,
Dirige o seu segundo filme para cinema Tarde Demais (2000).
É pai do actor Francisco Nascimento.

## Filmografia

### Documentários de Ficção
- Bengalas

com a colaboração de Pisani Burnay
Produção Telecine . Cinequipa  . 1974
- As Mãos

Produção RTP .  Cinequipa  . 1975
- Aquilino e Mestre Zé

com a colaboração de Mestre Zé 
(repentista popular e amigo do escritor)
Produção RTP .  Cinequipa   . 1975
- Asas

Documentário de Ficção
Produção RTP .  Cinequipa  . 1976
- ... pela razão que têm

Produção Cinequipa  . 1975
- Terra de Pão,  Terra de Luta

Colaboração de Victor Ferreira
Produção Cinequipa  . 1976
- Viagem

Julho no Baixo Alentejo 
Produção ARCA filmes .  RTP . 1978
- Manoel de Oliveira

50 anos de Carreira
Produção . Ecran .  RTP . 1980

### Séries de Ficção - Televisão
- B i n á r i o

Série de filmes musicais
com a colaboração de Constança Capedeville, José Ribeiro da Fonte,
Ivette K. Centeno, Manuel Graça Dias, Helena Afonso, Helena Vieira,
António Wagner, Luís Madureira, João Paulo Santos, Nuno Vieira de Almeida 
Produção Juventude Musical Portuguesa . RTP . 1978
- Ecran

Magazine de Cinema
Produção e Realização. Augusto Seabra e José Nascimento
ECRAN . RTP  1980 .1981
- TV Artes

Magazine de Artes Plásticas
Sobre Álvaro Lapa, Rui Chafes, Pedro Cabrita Reis, Julião Sarmento, 
Pedro Calapez, Pedro Proença, José Pedro Croft, Rui Sanches, Gerardo Burmester. 
Textos de e apresentação de Alexandre Melo
Produção Zebra Filmes 1992 . 1993

### Curtas Metragens de Ficção
- Glória

com Nuno Melo, Catarina Wallenstein, Francisco Nascimento, Sara Graça
Produção Utopia Filmes . RTP

### Longas Metragens de Ficção
- Repórter X

com Joaquim de Almeida, Paula Guedes, Fernando Heitor, Suzana Borges, 
Produção José Nascimento . Paisà . 1986
- Mar à Vista

com Marcello Urgheghe, José Wallenstein
José Mazeda . RTP . 1989
- Tarde Demais

com Vítor Norte, Adriano Luz, Nuno Melo, Carlos Santos 
Madragoa Filmes . Paulo Branco .  2000
- Hora da Morte

Com Alexandre Pinto, Rui Morrison, São José Lapa, Joana Seixas
Produção Madragoa Filmes para a RTP . 2002
- Relâmpago

Com Rui Morrison, Sofia Aparício e Carlos Afonso
Produção Madragoa Filmes . Paulo Branco .  2003
- T2QUARTOANDAR

com  João Galante, Sara Vaz
Produção José Nascimento . 2004
- Lobos

Com Nuno Melo, Catarina Wallenstein, Francisco Nascimento, Maria João Luís
Produção Paulo Branco 2006
- Agosto - filme de 1988 no papel de Rodrigo